# Aeroméxico
AeroMéxico — мексиканская авиакомпания, одна из четырёх компаний-основателей авиационного альянса пассажирских перевозок SkyTeam. Базовый аэропорт — Международный аэропорт Мехико, Мексика.
Компания осуществляет как внутренние, так и международные перевозки в США, Канаду, страны Центральной и Южной Америки, Европы и Азии. Aeroméxico является единственной авиакомпанией Латинской Америки, выполняющей рейсы в Азию. Компания также была единственной в Мексике, выполняющей рейсы в Европу, пока в январе 2009 года авиакомпания Mexicana не открыла собственный рейс в аэропорт Лондона Гатвик.
Aeroméxico вместе с Aeroméxico Connect ежедневно выполняет более 500 рейсов в 67 пунктов назначения на четырёх континентах и имеет в своём флоте 148 самолётов.

## История

### Основание компании: 1934 год

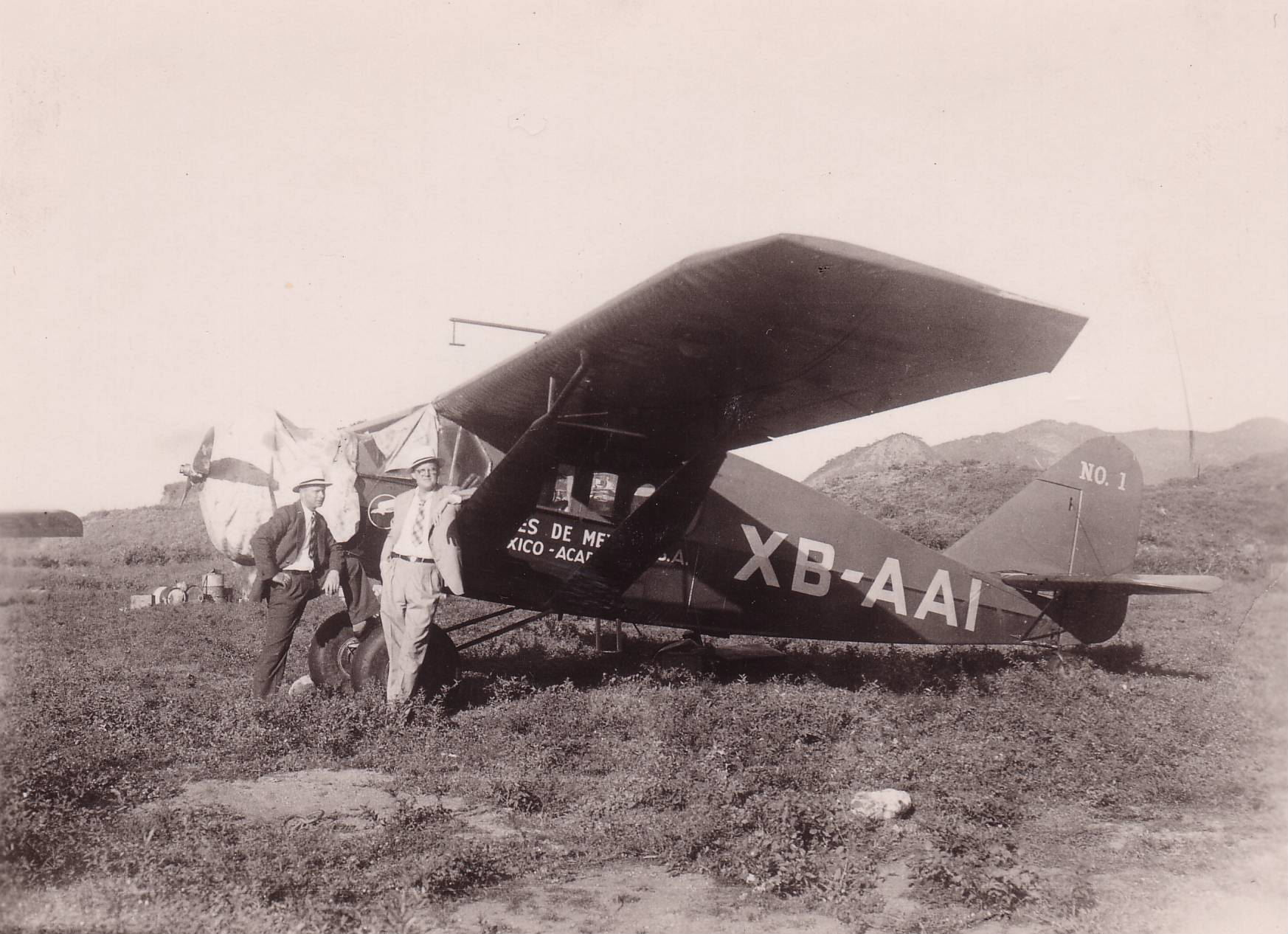
Регулярный рейс Мехико—Акапулько, 1935 г.

Авиакомпания была основана Антонио Диас Ломбардо (Antonio Díaz Lombardo) 14 сентября 1934 года под названием Aerovías de México. Первым самолётом в активе компании был Stinson SR, управлявшийся пилотом Хулио Синсером (Julio Zinser). Он же открыл и первый маршрут авиакомпании Мехико—Акапулько 15 сентября 1934 года.
Во время Второй мировой войны компания продолжала развиваться с помощью американской авиакомпании Pan American, владевшей с 1941 года четвертью акций мексиканского перевозчика. До начала 1950-х годов Aerovías de México поглощала различные мелкие авиакомпании по всей стране, а затем объединилась со второй по величине Aerovias Guest, выполнявшей к тому времени рейсы в Мадрид и Париж, имевшей в своём флоте легендарный Douglas DC-3 и его преемника DC-4.

### С 1950-х по 1980-е годы
В конце 50-х годов парк DC-4 был заменён самолётами Douglas DC-6 и тремя Bristol Britannia, которые стали первыми турбовинтовыми самолётами в истории компании. В 1958 году открылся новый рейс в аэропорт Айдлуайлд (Idlewild, ныне JFK — Международный аэропорт им. Джона Кеннеди в Нью-Йорке). Рейс Мехико-Нью Йорк сразу оказался очень выгодным маршрутом не только для Aerovías de México, но и для её североамериканских конкурентов.
В 1959 году авиакомпания была национализирована. Между 1962 и 1963 годами Aerovías de México объединилась с Aerovías Guest México, новая авиакомпания получила название Aeronaves de México («Самолёты Мексики»). Через несколько лет парк компании пополнился первыми реактивными лайнерами Douglas DC-8, на них были возобновлены полёты в Европу. До слияния компаний эти рейсы выполнялись Aerovías de México на взятых в аренду у авиакомпании Mexicana самолётах Comet IV-C.
В 1970 году, согласно плану правительства Мексики, все внутренние авиаперевозки страны были национализированы и переданы в управление Aeronaves de México, таким образом компания получила контроль над восемью небольшими перевозчиками, которые впоследствии были расформированы. В начале 1970-х годов были выведены из эксплуатации DC-6 и Bristol Britannia, а в феврале 1972 года авиакомпания изменила своё название на современное, Aeroméxico.
В 1974 году авиакомпания в числе первых получила два самолёта Douglas DC-10-30, а также семь Douglas DC-9-32. В течение 1970-х годов популярность Aeroméxico в стране значительно выросла, что отчасти было следствием ловкого маркетингового хода авиакомпании: если при съёмках какого-либо кинофильма возникала необходимость показать в кадре самолёт, то им обязательно был самолёт с логотипом Aeroméxico. В конце 1970-х годов во флот авиакомпании поступили ещё два DC-9-15, и впервые начались регулярные рейсы в Канаду.
В начале 1980-х годов компания ввела в эксплуатацию три самолёта DC-10, два McDonnell Douglas MD-82, восемь DC-9-32.
31 августа 1986 года самолёт Aeroméxico впервые потерпел авиакатастрофу за пределами Мексики. Douglas DC-9-32, выполнявший рейс 498 Мехико—Лос-Анджелес, столкнулся с небольшим частным Piper PA-28 Cherokee, оба самолёта рухнули на землю в пригороде Лос-Анджелеса. Экипаж и все 64 пассажира «Дугласа», три из «Пайпера» и ещё пятнадцать на земле погибли. Расследование причин трагедии длилось три года, и после долгого судебного разбирательства погибший экипаж «Дугласа» был признан невиновным, поскольку было установлено, что «Пайпер» самовольно вошёл в зону трафик-контроля коммерческих рейсов.
В конце 1980-х годов государственная компания Aeroméxico попала в самый глубокий кризис в своей истории и в апреле 1988 года была объявлена банкротом. Основными причинами банкротства послужили отсутствие чёткой организации деятельности авиакомпании, эксплуатация парка самолётов, средний возраст которого составлял 20 лет, а также действия мексиканского правительства по экспроприации доходов компании. В октябре 1988 года Aeroméxico возобновила работу, а в августе 1989 года началась её приватизация.

### 1990-е годы

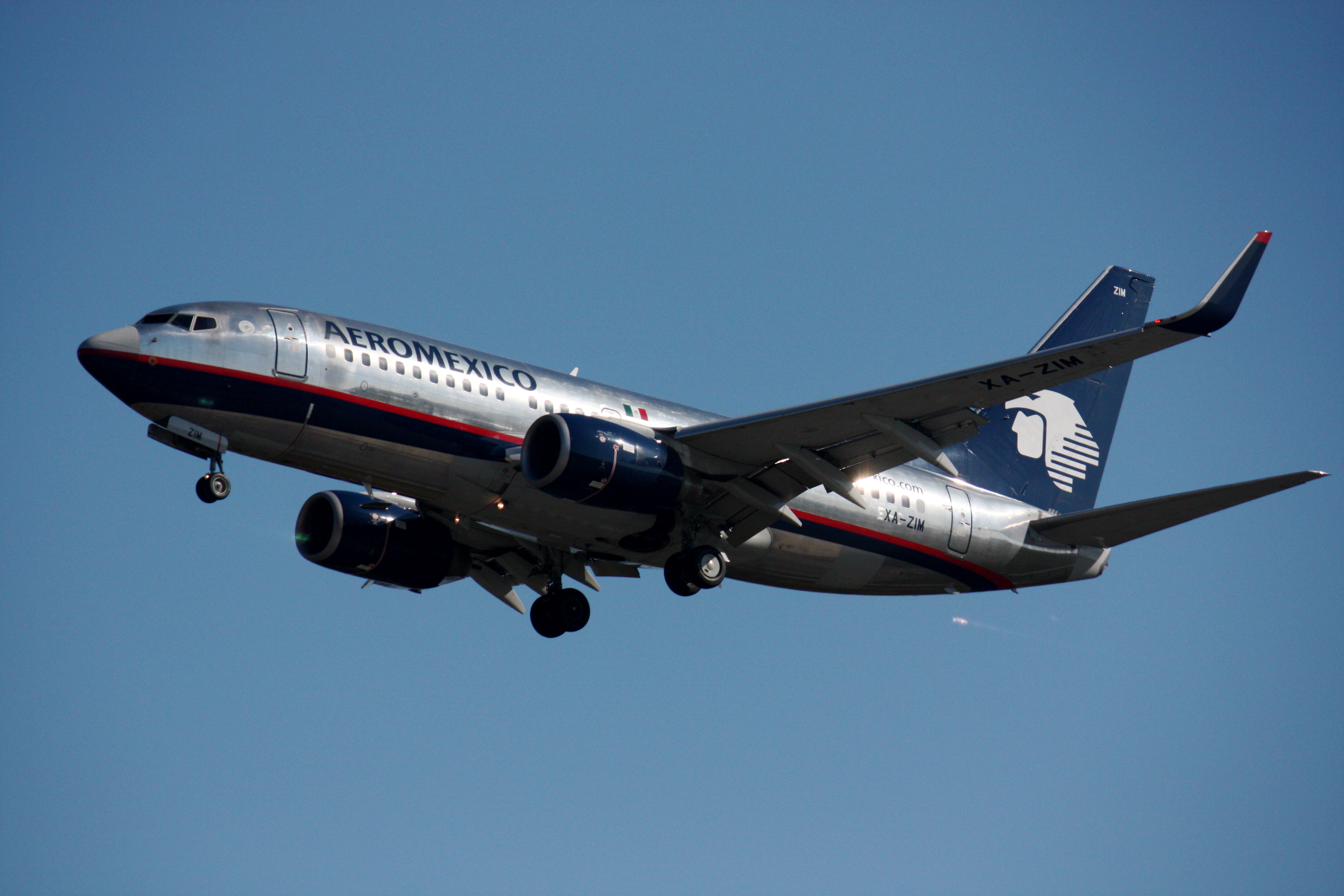
Посадка Boeing 737 Aeroméxico в аэропорту Ванкувера

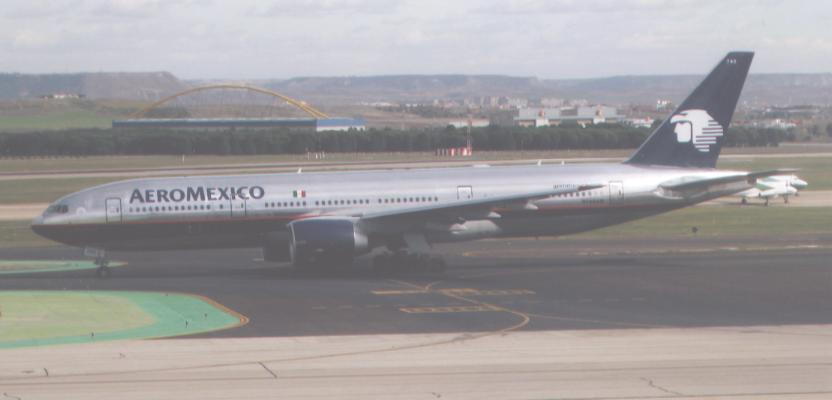
Флагман флота Boeing 777-200ER в аэропорту Барахас

Начало 1990-х годов стало непростым временем для Aeroméxico: из-за войны в Персидском заливе стало дорожать топливо, возникали постоянные проблемы с профсоюзом, на рынок авиаперевозок в Мексике вышли новые авиакомпании TAESA, Capa и Aviacsa. В апреле 1991 года Aeroméxico ввела в эксплуатацию два Boeing 767-200, заменяя ими DC-10 на рейсах в Европу, Нью-Йорк и Тихуану. Два следующих Boeing 767-300 поступили в начале 1992 года. Это происходило в рамках плана авиакомпании по вводу в строй 26 самолётов Boeing 757 и Boeing 767, предназначенных в частности для открытия прямых рейсов в Мадрид и Париж, а также рейсов во Франкфурт через Мадрид и в Рим через Париж.
В 1991 году группа Aeroméxico была в числе инвесторов, пытавшихся приобрести американскую авиакомпанию Continental Airlines. После этой неудачной попытки Aeroméxico купила перевозчика Aeroperú, перуанскую авиакомпанию-банкрота, выставленную правительством Перу на торги в рамках её приватизации.
В октябре 1992 года введены в строй ещё два 767—300, общее количество 767-х составило шесть самолётов. В следующем году Aeroméxico взяла под своё управление компанию Aeromonterrey, у профсоюза пилотов которой возник конфликт с авиакомпанией Mexicana.
Через три месяца после ухода президента страны Карлоса Салинаса, в декабре 1994 года произошла первая из серии последовавших за ней в течение 18 месяцев девальвация национальной валюты, после чего страна вошла в период экономического кризиса. Aeroméxico была вновь национализирована, ей пришлось прекратить свои рейсы во Франкфурт и Рим, четыре MD-80 и четыре 767-х были возвращены из аренды обратно, для пилотов авиакомпании вводился ранний возраст выхода на пенсию, остальные категории сотрудников авиакомпании ожидала та же участь. Новый 767, который должен был ввестись в эксплуатацию в апреле 1995 года, пришлось продать авиакомпании Lan Chile (нынешняя LAN Airlines). Рынок перевозок восстановился в период между 1996 и 1998 годами, после чего в аренду снова были взяты восемь MD-80 и два Boeing 767-200. В июне 2000 года компания стала соучредителем альянса SkyTeam, совместно с Air France, Delta Air Lines и Korean Air.

### 2000-е годы

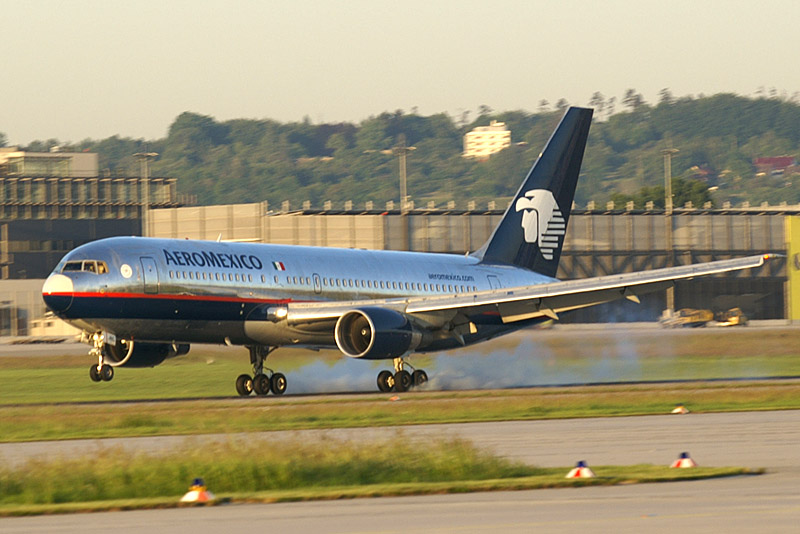
Boeing 767-200 Aeroméxico

В период с 2000 по 2005 годы Aeroméxico эксплуатировала флот из 60 самолётов (плюс 20 самолётов дочерней компании Aeroméxico Connect) и в течение этого времени сменилось пять генеральных директоров. 29 марта 2006 года авиакомпания объявила об открытии прямого воздушного сообщения между Мехико и Японией с посадкой в Тихуане, что стало возможным благодаря приобретению двух дальнемагистральных лайнеров Boeing 777-200ER. Aeroméxico стала четвёртой авиакомпанией Латинской Америки, осуществляющей рейсы в Японию, после VARIG и ныне уже несуществующих TAESA и VASP.
29 июня 2006 года Aeroméxico и лизинговая компания International Lease Finance Corporation (ILFC) объявили о размещении заказа на аренду трёх самолётов Boeing 787, которые должны были поступить в начале 2010 года, и двух 787 с началом аренды в 2011 году.
В 2006 году владелец Aeroméxico — компания Consorcio AeroMéxico SA de CV — столкнулась с серьёзными финансовыми проблемами и выставила авиакомпанию на продажу. 17 октября 2007 года в результате недельного аукциона финансовая группа Banamex стала победителем торгов, предложив самую высокую цену в 249,1 млн долларов США. В 2015 году было создано партнёрство с американской авиакомпанией Delta Air Lines.
В июне 2020 года Aeroméxico, из-за резкого падения пассажиропотока в результате пандемии COVID-19, подала в США заявление о защите от кредиторов с долгом в 2 млрд долларов. Процедура реорганизации была завершена в марте 2022 года.

## Деятельность
Aeroméxico является национальным авиаперевозчиком и крупнейшей авиакомпанией страны. Она осуществляет авиарейсы во все крупные города Мексики, а также в 43 города в 22 других странах, включая крупные города США, Канады, стран Центральной и Южной Америки, а также Амстердам, Лондон, Мадрид, Париж, Рим, Сеул и Токио. За 2023 год было перевезено 24,76 млн пассажиров.
По числу перевезённых пассажиров на внутренних рейсах в 2023 году Aeroméxico имела долю в 28 %, уступая двум своим основным конкурентам, бюджетным авиакомпаниям Volaris (38 %) и VivaAerobus (33 %). По числу пассажиров на международных рейсах из Мексики компания имела долю 13 %.

## Дочерние компании
Grupo Aeroméxico включает в себя три основные операционные компании:
- Aerovías Empresa de Cargo S.A. de C.V. (Aeroméxico Cargo) — грузовой авиаперевозчик, базовый порт в Международном аэропорту Мехико;
- Aerovías de México S.A. de C.V. (Aeroméxico) — международные авиаперевозки и рейсы между Мехико, Монтерреем и Гвадалахарой;
- Aerolitoral S.A. de C.V. (Aeroméxico Connect) — региональная авиакомпания, базирующаяся в Международном аэропорту им.генерала Мариано Эскобедо, Монтеррей.

## Салон

### Экономический класс
- Embraer EMB-145
  - Журналы авиакомпании Escala и Gran-Plana.
  - Магазины беспошлинной торговли на некоторых международных рейсах.
  - Бесплатные газеты на рейсах из базовых аэропортов и главных пунктов назначения.
- Embraer ERJ-190 и McDonnell Douglas MD-82/83/87/88
  - Журналы авиакомпании Escala и Gran-Plana.
  - Беспошлинная торговля на некоторых международных рейсах.
  - Бесплатные газеты на рейсах из базовых аэропортов и главных пунктов назначения.
  - 10 музыкальных каналов и бесплатные наушники.
- Boeing 737—700/800
  - Журналы авиакомпании Escala и Gran-Plana.
  - Беспошлинная торговля на некоторых международных рейсах.
  - Бесплатные газеты на рейсах из базовых аэропортов и главных пунктов назначения.
  - 10 музыкальных каналов и бесплатные наушники.
  - Видеоэкраны над пассажирскими креслами, фильмы на рейсах продолжительностью более двух часов.
- Boeing 767—200/300 (старая компоновка)
  - Журналы авиакомпании Escala и Gran-Plana.
  - Беспошлинная торговля на некоторых международных рейсах.
  - Бесплатные газеты на рейсах из базовых аэропортов и главных пунктов назначения.
  - 10 музыкальных каналов и бесплатные наушники.
  - Видеоэкраны над пассажирскими креслами.
  - Индивидуальные наборы средств личной гигиены на дальнемагистральных рейсах.
- Boeing 767—200/300 (новая компоновка) и Boeing 777—200
  - Журналы авиакомпании Escala и Gran-Plana.
  - Беспошлинная торговля на некоторых международных рейсах.
  - Бесплатные газеты на рейсах из базовых аэропортов и главных пунктов назначения.
  - 10 музыкальных каналов и бесплатные наушники.
  - Персональные дисплеи пассажиров. Система развлечений AVOD (Audio and Video On-Demand), помимо стандартных услуг аудио- и видеосервисов предоставляются доступ в Интернет, игры, информация об авиакомпании и аэропортах, а также текущая информация о полёте.
  - Индивидуальные наборы средств личной гигиены на дальнемагистральных рейсах.

### Первый класс
Aeroméxico предлагает сервис первого класса на всех рейсах, за исключением рейсов самолётами Embraer EMB-190 дочерней компании Aeroméxico Connect.

### Питание
В экономическом классе Aeroméxico и Aeroméxico Connect предлагают лёгкие закуски и безалкогольные напитки. На рейсах продолжительностью более полутора часов и на любом международном рейсе авиакомпании пассажиры обеспечиваются полным питанием (горячим или холодным), широким ассортиментом алкоголя, соками, чаем, водой и другими безалкогольными напитками. В первом классе, помимо перечисленного, предлагаются шампанское и канапе. Также в первом классе на рейсах международных направлений в наличии выбор блюд эксклюзивной мексиканской кухни.

## Флот и пункты назначения
В августе 2024 года флот Aeromexico (без дочерних компаний) состоял из 111 самолётов, средний возраст которых 7 лет:
Региональная компания Aeroméxico Connect по состоянию на август 2024 года имела флот из 37 самолётов Embraer ERJ-190 средним возрастом 14,8 лет.

### Ранее эксплуатировавшиеся суда
- Stinson SR Reliant
- Travel Air[англ.]
- Bellanca CH-200
- Бичкрафт Стэггервинг
- Avro Anson
- Boeing 247D
- Lockheed Constellation
- Bristol Britannia
- Convair 340
- Douglas DC-3
- Douglas DC-4
- Douglas DC-6
- Douglas DC-8-50
- McDonnell Douglas DC-9-15
- McDonnell Douglas DC-9-31/32
- McDonnell Douglas DC-10-15
- McDonnell Douglas DC-10-30
- Boeing 737-700
- Boeing 757-200
- Boeing 767-200ER
- Boeing 767-300ER
- Boeing 777-200ER
- McDonnell Douglas MD-82
- McDonnell Douglas MD-83
- McDonnell Douglas MD-88

## Авиапроисшествия и несчастные случаи
- 31 августа 1986 года. Самолёт DC-9-32 (регистрационный XA-JED) рейса 498 авиакомпании Aeromexico, следовавший из Международного аэропорта Мехико в Международный аэропорт Лос-Анджелес столкнулся в воздухе с частным самолётом Piper PA-28-181, следовавшим из Аэропорта Замперини-Филд в Аэропорт Биг-Бир-Сити. Пилот «Пайпера» по ошибке вошёл в контрольную зону аэропорта Лос-Анджелес, возникла неразбериха в управлении воздушным движением. После столкновения оба самолёта рухнули вниз. DC-9 разбился в пригороде Биг-Бир-Сити, разрушив одиннадцать домов и повредив семь других. «Пайпер» упал на поле для гольфа. В результате катастрофы погибло 64 человека на «Дугласе», трое на «Пайпере» и 15 человек на земле. Главными причинами авиакатастрофы названы недостатки диспетчерского обеспечения радарных станций и ошибки в процедурах взлётов и посадок воздушных судов[9].